# Карл Майлер
Карл Майлер (на немски: Karl Meiler) е германски тенисист.

## Биография
Карл Майлер е роден на 30 април 1949 в Ерланген, Германия.
Карл Майлер почива на  на 17 април 2014 г., на 64 години, от усложнения на нараняване на главата, получено при домашен инцидент през ноември 2013 г.

## Кариера
Карл Майлер печели четири титли на сингъл и 17 титли на двойки по време на професионалната си кариера. 
Побеждава Кен Розуол на Откритото първенство на Австралия през 1973 г., като стига до полуфинал. Достигна най-високо класиране на сингъл в ранглистата на ATP, като номер 20 в света, на 23 август 1973 г.